# François Pelsaert

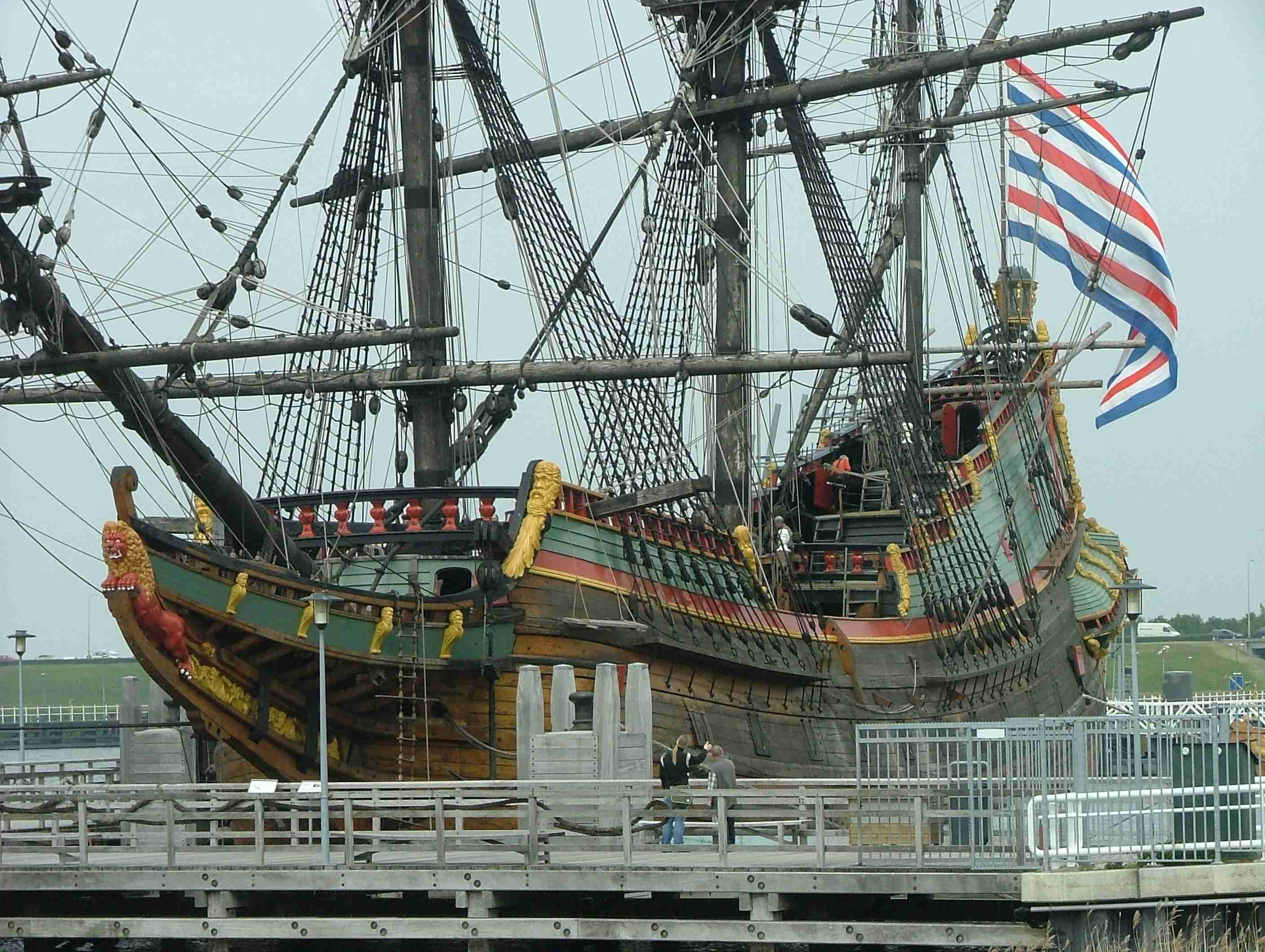
Replika vlajkové lodi Batavia kapitána Françoise Pelsaerta

François Pelsaert, také Françoys (c. 1595,? Antverpy, Belgie – září 1630, Batavia, Indonésie) byl holandský mořeplavec a obchodník, který pracoval pro Holandskou východoindickou společnost.
V letech 1620–1627 pracoval v Indii. Na výzvu společnosti procestoval Kašmír, kde shromáždil cenné geografické a ekonomické údaje. V roce 1628 se stal velitelem flotily plující do Indonésie. Cestou po moři v červnu 1629, hlavní loď flotily Batavia ztroskotala nedaleko souostroví Abrolhos u pobřeží západní Austrálie. Odsud se vydal na malém člunu podél pobřeží k severu. Zmapoval úseky australského pobřeží, které ještě nebyly prozkoumány a podařilo se mu doplout až do Batavie. Odsud se vrátil na místo ztroskotání pro trosečníky. Po návratu do Batavie zemřel.

## Dílo
- Ongeluckige Voyagie van´t schip Batavia naar Oost-Indien. Amsterdam 1648.